# Charde Houston

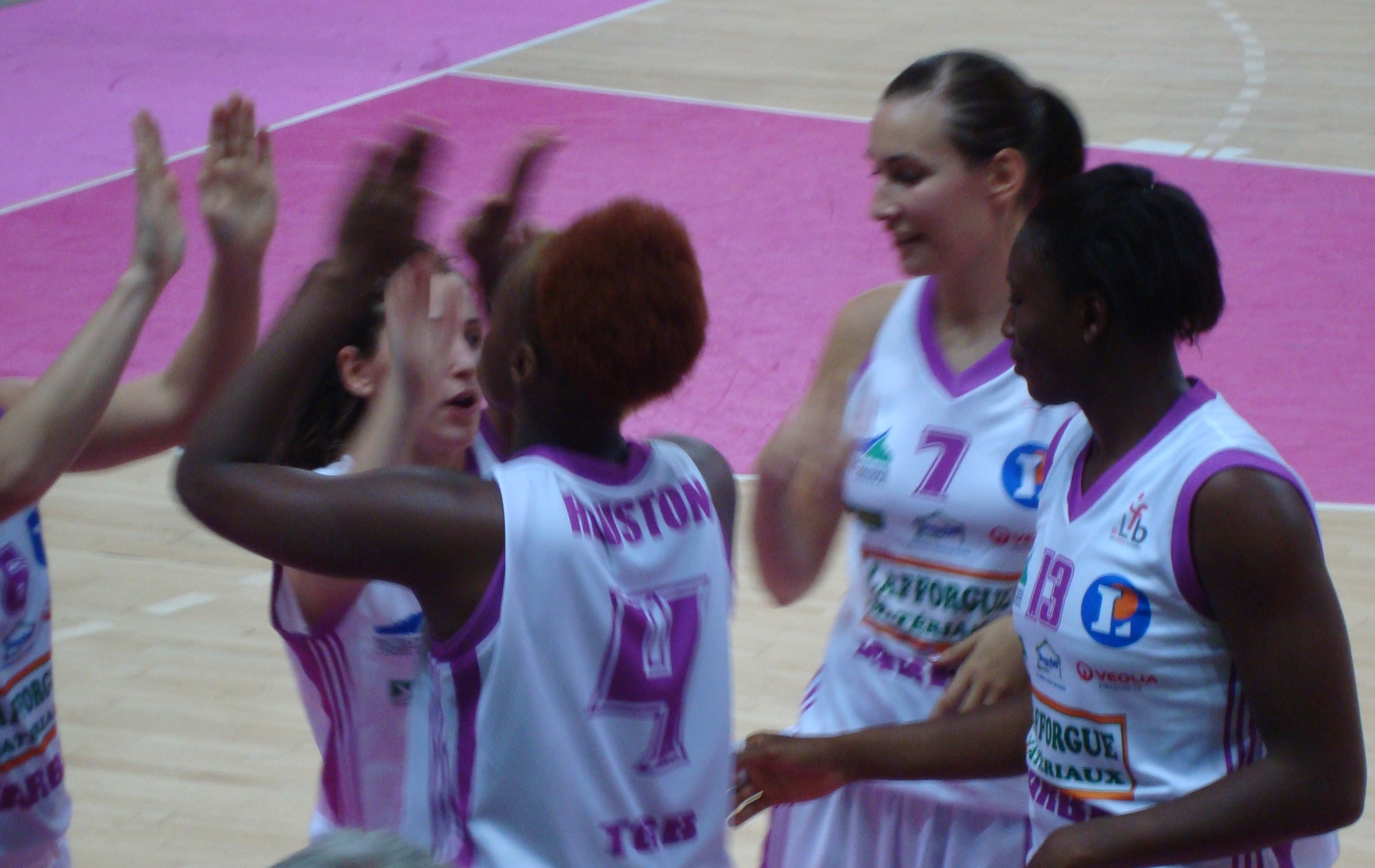
Sous le maillot de Tarbes.

Charde Houston (née le 10 avril 1986 à Oceanside, Californie) est une joueuse américaine de basket-ball.

## Biographie
Choisie 30e à la draft WNBA 2008 par le Lynx du Minnesota, elle a été sélectionnée au All-Star-Game WNBA 2009.
Non conservée pour la saison WNBA 2014 par le Storm de Seattle, qui l'avait acquis lors d'un transfert contre Ewelina Kobryn avec le Mercury de Phoenix, elle finit par rejoindre le Liberty de New York en juin.

## Étranger
Malgré de bonnes statistiques avec Tarbes Gespe Bigorre en 2009-2010, leader du championnat, Houston quitte le club en février 2010 après son élimination des compétitions européennes. Elle signe peu après à l'USK Prague. Elle est remplacée par Hamchétou Maïga-Ba.
Pour la saison 2010-2011, elle retrouve l'Euroligue avec le club slovaque de Košice.
En 2013-2014, elle commence la saison en Espagne avec Girona, qu'elle quitte aux fêtes de fin d'année pour rejoindre, comme son contrat le lui permettait, pour accepter l'offre plus lucrative du club sud-coréen de Samsung Life Bichumi. La saison suivante, elle rejoint un autre club de Corée, Woori Bank Hansae. En 2015-2016, elle retrouve la ligue sud-coréenne avec KEB Hanabank:

## Palmarès
- aux Jeux panaméricains 2007[8]

## Statistiques Université du Connecticut
| Statistiques de Charde Houston à l'Université du Connecticut |     |     |      |       |     |      |     |     |     |       |     |     |     |     |     |     |      |      |      |
| Année                                                        | G   | FG  | FGA  | PCT   | 3FG | 3FGA | PCT | FT  | FTA | PCT   | REB | AVG | A   | TO  | B   | S   | MIN  | PTS  | AVG  |
| 2004-05                                                      | 33  | 148 | 296  | 0.500 | 0   | 1    | 0   | 62  | 99  | 0.626 | 178 | 5.4 | 42  | 69  | 49  | 51  | 643  | 358  | 10.8 |
| 2005-06                                                      | 33  | 125 | 237  | 0.527 | 0   | 2    | 0   | 63  | 89  | 0.708 | 159 | 4.8 | 28  | 85  | 30  | 36  | 556  | 313  | 9.5  |
| 2006-07                                                      | 36  | 188 | 347  | 0.542 | 0   | 0    | 0   | 73  | 111 | 0.658 | 251 | 7.0 | 90  | 98  | 39  | 68  | 948  | 449  | 12.5 |
| 2007-08                                                      | 37  | 113 | 205  | 0.551 | 0   | 1    | 0   | 19  | 37  | 0.514 | 147 | 4.0 | 42  | 58  | 14  | 34  | 584  | 245  | 6.6  |
| Totals                                                       | 139 | 574 | 1085 | 0.529 | 0   | 4    | 0   | 217 | 336 | 0.646 | 735 | 5.3 | 202 | 310 | 132 | 189 | 2731 | 1365 | 9.8  |